# Center (Texas)
Center város az USA Texas államában. Lakosainak száma 5221 fő (2020. április 1.).

## Népesség
A település népességének változása:

| 2010 | 5 193 |
| 2020 | 5 221 |